# La bandera (película de 2024)
La bandera es una película española de comedia dramática de 2024, dirigida por Hugo Martín Cuervo y escrita por Guillem Clua, basada en la obra de teatro Al damunt dels nostres cants de Clua. Está protagonizada por Imanol Arias, Ana Fernández, Miquel Fernández, Aitor Luna y Antón Lofer. Se estrenó en el Festival de Málaga el 7 de marzo de 2024, y tiene previsto su estreno en cines españoles para el 14 de abril de 2024, con distribución de A Contracorriente Films.

## Trama
Tomás (Imanol Arias) es un hombre que está preparando su biografía junto a Lina (Ana Fernández). Ella también está invitada a una comida junto a sus hijos Jesús (Miquel Fernández y Antonio (Aitor Luna), que acuden alarmados a la cita pensando que ocurre algo grave. Pronto Tomás dará a entender, bandera mediante, que todo tiene que ver con la herencia que dejará cuando muera.

## Reparto
- Imanol Arias como Tomás
- Ana Fernández como Lina
- Miquel Fernández como Jesús
- Aitor Luna como Antonio
- Antón Lofer

## Producción
El 12 de julio de 2021, el director Guillermo Ríos anunció que iba a dirigir una película titulada La bandera, la cual estaría escrita por Guillem Clua y producida por Eduardo Campoy. Sin embargo, Ríos finalmente abandonó el proyecto para centrarse en la producción del largometraje Las guerras correctas, y fue reemplazado por Hugo Martín Cuervo. El rodaje de la película comenzó en marzo de 2023 en Tenerife, con Imanol Arias, Ana Fernández, Miquel Fernández y Aitor Luna como protagonistas, y concluyó en abril de 2023.

## Lanzamiento y marketing
El 17 de febrero de 2024, se anunció que La bandera tendría su estreno mundial en el Festival de Málaga el 7 de marzo de 2024, con una proyección fuera de concurso. Ese mismo día, A Contracorriente Films anunció que la cinta se estrenaría en cines españoles el 17 de mayo de 2024. El 11 de mayo de 2024, la película fue retrasada hasta el 14 de junio de 2024.